# Flowers in the Dirt
Flowers in the Dirt (с англ. — «Цветы в грязи») — восьмой сольный студийный альбом Пола Маккартни, выпущенный в 1989 году. Диск ознаменовал собой возвращение Маккартни к широкой гастрольной деятельности, так как после выпуска альбома Маккартни отправился в свой первый всемирный концертный тур после 1975—1976 годов, когда он вместе с Wings выступал во всемирном туре Wings Over the World. Flowers in the Dirt также выделяется отличным качеством музыки, что принесло Маккартни одни из самых лучших отзывов за многие годы.

## Об альбоме
После того как выяснилось, что альбом Press to Play продаётся плохо, Маккартни понял, что над записью следующего альбома необходимо поработать более тщательно. Поэтому он не только объединился в этой работе с несколькими другими продюсерами, но и потратил примерно полтора года на то, чтобы добиться максимально возможного качества записей для Flowers in the Dirt. Большое значение имеет совместная работа Маккартни на сессиях записи для этого альбома с Элвисом Костелло; они совместно написали несколько песен (в качестве автора песен Костелло был обозначен своим настоящим именем — Диклэн Макманус). Маккартни был очень доволен этим сотрудничеством — даже говорил, что в некоторых отношениях Костелло очень напоминает ему Джона Леннона. Костелло выступает в этом альбоме не только как автор песен или продюсер, но и как один из исполнителей — в частности, он и Маккартни вместе поют песню «You Want Her Too». Другой знаменитостью, принимавшей участие в работе над альбомом, стал друг Маккартни, гитарист группы Pink Floyd Дэвид Гилмор, который, в частности, играет на гитаре в песне «We Got Married».
Прекрасно представляя, что ему предстоит отправиться в самый большой и трудный тур в его сольной карьере, Маккартни во время работы над альбомом собрал постоянный состав аккомпанирующей ему группы; эти музыканты принимали участие в разной форме в работе над Flowers in the Dirt. Гитарист Хэмиш Стюарт был хорошо известен своей работой в группе Average White Band. Гитарист Робби Макинтош был участником группы Pretenders. «Основу» для звучания задавали барабанщик Крис Уиттен и клавишник Пол Уикенс. Жена Пола Линда Маккартни также выступила в альбоме как клавишник.

## Выпуск альбома
В начале 1989 года работа над альбомом была завершена. В мае 1989 песня «My Brave Face», написанная в стиле звучания ранних песен The Beatles, была выпущена как сингл; сингл стал хитом, достигнув в чарте синглов США 25-го места, а в Великобритании 18-го.
Альбом был выпущен 5 июня 1989 на фоне большого интереса публики к нему, и сразу же попал на 1-е место в чартах Великобритании; его выход сопровождался очень доброжелательными отзывами в прессе. В США реакция на выпуск альбома была много более тёплой, чем на Press to Play; альбом в чартах поднялся до 21-го места, оставался в чартах около года и был сертифицирован как «золотой», хотя объём продаж был ниже ожидаемого.
Второй сингл альбома, «This One», выпущенный 17 июля 1989 (только в Великобритании), поднялся в чартах Великобритании, как и «My Brave Face», до 18-го места. Ещё два сингла, «Figure of Eight»/«Où est le Soleil?» и «Put It There», имели более скромные результаты в чартах Великобритании.
Мировой тур (Wings Over the World) начался 26 сентября 1989 и продолжался до июля 1990; выступления Маккартни и аккомпанирующей ему группы в рамках тура состоялись в Северной Америке, Европе, Японии и Бразилии.
Фотографии для обложки альбома были сделаны Линдой Маккартни. Оформление обратной сторон обложки было сделано британским художником Брайаном Кларком, который также создал оформление сцены для концертов в мировом туре Маккартни и его группы.
Ограниченным тиражом в Великобритании (в октябре 1989) и США (в январе 1990; с британскими номерами по каталогу) было выпущено издание Flowers in the Dirt под заголовком World Tour Pack; оно продавалось в факсимильной упаковке (англ. sold in a facsimile trunk). Набор, входивший в издание, включал бонусный сингл «Party Party» (смикшированный Брюсом Форестом; выпущенный как односторонний 7-дюймовый сингл с виниловым изданием World Tour Pack и как 3-дюймовый CD-сингл с изданием World Tour Pack на компакт-диске).
В марте 1990 года (также ограниченным тиражом) вышло ещё одно издание альбома, в которое вошёл бонус-диск, до того выходивший только в Японии.
В СССР был выпущен альбом фирмой «Мелодия» в 1990 году.
В 1993 году альбом был ремастирован и переиздан в рамках выпуска серии The Paul McCartney Collection. В это переиздание было добавлено три бонус-трека, ранее выпущенных только на синглах к альбому.

## Список композиций
Все песни написаны Полом Маккартни, за исключением указанных особо.
| №  | Название                                | Автор(ы)                       | Продюсер(ы)                                               | Длительность |
| -- | --------------------------------------- | ------------------------------ | --------------------------------------------------------- | ------------ |
| 1. | «My Brave Face»                         | Пол Маккартни, Диклэн Макманус | Пол Маккартни, Митчелл Фрум, Нил Дорфсман                 | 3:18         |
| 2. | «Rough Ride»                            |                                | Тревор Хорн, Пол Маккартни, Стивен Липсон                 | 4:43         |
| 3. | «You Want Her Too» (с Элвисом Костелло) | Пол Маккартни, Диклэн Макманус | Пол Маккартни, Нил Дорфсман, Митчелл Фрум, Элвис Костелло | 3:11         |
| 4. | «Distractions»                          |                                | Пол Маккартни                                             | 4:38         |
| 5. | «We Got Married»                        |                                | Пол Маккартни, Дэвид Фостер                               | 4:57         |
| 6. | «Put It There»                          |                                | Пол Маккартни                                             | 2:07         |

| №   | Название                 | Автор(ы)                       | Продюсер(ы)                                               | Длительность |
| --- | ------------------------ | ------------------------------ | --------------------------------------------------------- | ------------ |
| 7.  | «Figure of Eight»        |                                | Тревор Хорн, Пол Маккартни, Стивен Липсон                 | 3:25         |
| 8.  | «This One»               |                                | Пол Маккартни                                             | 4:10         |
| 9.  | «Don’t Be Careless Love» | Пол Маккартни, Диклэн Макманус | Пол Маккартни, Элвис Костелло, Митчелл Фрум               | 3:18         |
| 10. | «That Day Is Done»       | Пол Маккартни, Диклэн Макманус | Пол Маккартни, Элвис Костелло, Нил Дорфсман, Митчелл Фрум | 4:19         |
| 11. | «How Many People»        |                                | Тревор Хорн, Пол Маккартни, Стивен Липсон                 | 4:14         |
| 12. | «Motor of Love»          |                                | Крис Хьюз, Пол Маккартни, Росс Каллум                     | 6:18         |

| №   | Название            | Автор(ы)      | Продюсер(ы)                               | Длительность |
| --- | ------------------- | ------------- | ----------------------------------------- | ------------ |
| 13. | «Où est le Soleil?» | Пол Маккартни | Тревор Хорн, Пол Маккартни, Стивен Липсон | 4:45         |

| №   | Название            | Автор(ы)                       | Продюсер(ы)   | Длительность |
| --- | ------------------- | ------------------------------ | ------------- | ------------ |
| 14. | «Back on My Feet»   | Пол Маккартни, Диклэн Макманус | Фил Рамон     | 4:24         |
| 15. | «Flying to My Home» | Пол Маккартни                  | Пол Маккартни | 4:15         |
| 16. | «Loveliest Thing»   | Пол Маккартни                  | Фил Рамон     | 3:58         |

| №   | Название                                                | Автор(ы)      | Длительность |
| --- | ------------------------------------------------------- | ------------- | ------------ |
| 17. | «This One (Club Lovejoys mix)» (Remixed by Matt Butler) | Пол Маккартни | 6:12         |

| №  | Название                    | Автор(ы)                                                                          | Комментарий | Длительность |
| -- | --------------------------- | --------------------------------------------------------------------------------- | --- | ------------ |
| 1. | «Message»                   |                                                                                   | обращение Пола к японским поклонникам | 0:28         |
| 2. | «The Long and Winding Road» | Леннон — Маккартни                                                                | с видео «Put It There». | 3:51         |
| 3. | «Loveliest Thing»           |                                                                                   | | 3:59         |
| 4. | «Rough Ride»                |                                                                                   | | 4:53         |
| 5. | «Ou est le Soleil (7" Mix)» |                                                                                   | | 4:50         |
| 6. | «Mama’s Little Girl»        |                                                                                   | ауттейк с сессий звукозаписи Red Rose Speedway в 1972 году                                                                                           | 3:41         |
| 7. | «Same Time Next Year»       |                                                                                   | | 3:06         |
| 8. | «Party, Party»              | Маккартни, Линда Маккартни, Робби Макинтош, Хэмиш Стюарт, Крис Уиттен, Пол Уикенс | ремикс Брюса Фореста | 5:35         |
| 9. | «P.S. Love Me Do»           | Маккартни — Леннон                                                                | Студийная версия комбинации двух песен The Beatles, права на которые у MPL Communications. Концертное исполнение этого же — на CD-сингле «Birthday». | 3:40         |

Переиздание 2017 года
24 марта 2017 года альбом вновь был переиздан в серии Paul McCartney Archive Collection. Издание было выпущено в нескольких форматах:
- Special Edition — на двух CD-дисках; на первом диске — оригинальный 13-трековый альбом, на втором диске 9 бонус-треков ранее не изданные оригинальные демо с участием Пола Маккартни и Элвиса Костелло[25].
- Best Buy Special Edition — на двух CD-дисках плюс 7-дюймовый сингл; версия альбома, включающая в себя треки из Special Edition, а также лимитный цветной сингл «My Brave Face»/«Flying to My Home».
- Deluxe Edition — на трёх CD-дисках и одном DVD-диске; на первом CD-диске — оригинальный 13-трековый альбом, на втором и третьем CD по 9 бонус-треков ранее не изданные оригинальные демо с участием Пола Маккартни и Элвиса Костелло; три не изданные кассетные демо, оригинальные Б-сторона сингла и ремиксы только на загрузку материала в интернете; 32-страничная книга с текстами и ноты песен Пола Маккартни; 64-страничная книга с фотосессии клипа «This One»; 112-страничная книга о создании альбома, эксклюзивные интервью с Пола Маккартни, Элвиса Костелло и другие, включает обложки альбома и сингла, а также ранее неопубликованные фотографии Линда Маккартни. DVD включает клипы из альбома, три короткометражные фильмы о процессе создание альбома, а также документальный фильм Put It There, который был выпущен в 1989 году на формате VHS[26].
- Remastered Vinyl — на двух виниловых LP-дисках; первый LP включает ремастированный альбом, за исключением «Où Est Le Soleil?» (доступен скачивание в интернете); второй LP включает ранее не изданные оригинальные демо с участием Пола Маккартни и Элвиса Костелло[27].
- Три кассетные демо (эксклюзив Record Store Day) «I Don’t Want to Confess», «Shallow Grave» and «Mistress and Maid»[28].

Диск 1 — ремастированный альбом

Оригинальный 13-трековый альбом.
Диск 2 — оригинальные демо

Все песни были написаны и исполнены Полом Маккартни и Элвисом Костелло.
1. «The Lovers That Never Were» (Original Demo) — 3:59
2. «Tommy’s Coming Home» (Original Demo) — 4:09
3. «Twenty Fine Fingers» (Original Demo) — 2:27
4. «So Like Candy» (Original Demo) — 3:29
5. «You Want Her Too» (Original Demo) 2:27
6. «That Day Is Done» (Original Demo) — 4:16
7. «Don’t Be Careless — 3:43 Love» (Original Demo)
8. «My Brave Face» (Original Demo) — 2:40
9. «Playboy to a Man» (Original Demo)
10. «The Lovers That Never Were» (Geoff Emerick Mix)*

- скрытый бонус-трек, доступен только скачивание в интернете.

Диск 3 — демо 1988 года

Все песни были написаны и исполнены Полом Маккартни и Элвисом Костелло.
1. «The Lovers That Never Were» (1988 Demo)
2. «Tommy’s Coming Home» (1988 Demo)
3. «Twenty Fine Fingers» (1988 Demo)
4. «So Like Candy» (1988 Demo)
5. «You Want Her Too» (1988 Demo)
6. «That Day Is Done» (1988 Demo)
7. «Don’t Be Careless Love» (1988 Demo)
8. «My Brave Face» (1988 Demo)
9. «Playboy to a Man» (1988 Demo)

Диск 4 — DVD

Видеоклипы
1. «My Brave Face»
2. «My Brave Face» (Version 2)
3. «This One» (Version 1)
4. «This One» (Version 2)
5. «Figure of Eight»
6. «Party Party»
7. «Où Est Le Soleil?»
8. «Put It There»
9. «Distractions»
10. «We Got Married»

Создание альбома Flowers in the Dirt:
1. Paul and Elvis
2. Buds in the Studio
3. The Making of ‘This One’ (The Dean Chamberlain One)

Put It There
1. Put It There Documentary

Цифровые треки — оригинальные Б-сторона сингла и ремиксы
1. «Back on My Feet»
2. «Flying to My Home»
3. «The First Stone»
4. «Good Sign»
5. «This One» (Club Lovejoys Mix)
6. «Figure of Eight» (12" Bob Clearmountain Mix)
7. «Loveliest Thing»
8. «Où Est Le Soleil?» (12" Mix)
9. «Où Est Le Soleil?» (Tub Dub Mix)
10. «Où Est Le Soleil?» (7" Mix)
11. «Où Est Le Soleil?» (Instrumental)
12. «Party Party» (Original Mix) (Пол Маккартни, Линда Маккартни, Робби Макинтош, Хэмиш Стюарт, Крис Уиттен, Пол Уикенс)
13. «Party Party» (Club Mix)

Цифровые треки — кассетные демо

Все песни были написаны и исполнены Полом Маккартни и Элвисом Костелло.
1. «I Don’t Want to Confess»
2. «Shallow Grave»
3. «Mistress and Maid»

Цифровые бонусные треки Доступно только на сайте paulmccartney.com.
1. «Distractions» (Demo)
2. «This One» (Demo)
3. «Back On My Feet» (Demo)

## Участники записи
| - Пол Маккартни — вокал, акустическая гитара, бас-гитара, электрогитара, 12-струнная гитара, мексиканская гитара, фортепиано, синтезатор, барабаны, тамбурин, перкуссия, челеста, ситар, винные бокалы, фисгармония, бэк-вокал, хлопки в ладоши, щелчки пальцами, меллотрон, флюгельгорн, бонги, скрипка, клавишные, пила - Линда Маккартни — мини-муг, бэк-вокал, хлопки в ладоши - Робби Макинтош — акустическая гитара, электрогитара - Хэмиш Стюарт — электрогитара, акустическая гитара, бас-гитара, перкуссия, бэк-вокал - Крис Уиттен — барабаны, перкуссия, хлопки в ладоши, синт-барабаны - Пол Уикенс — клавишные - Элвис Костелло — вокал, клавишные, бэк-вокал - Дэвид Гилмор — гитара - Дэвид Фостер — клавишные - Дэйв Маттакс — барабаны | - Гай Баркер — труба - Стивен Липсон — бас-гитара, программирование компьютера и синт-барабанов, электрогитара, клавишные - Питер Хендерсон — программирование компьютера - Тревор Хорн — клавишные, хлопки в ладоши - Ники Хопкинс — фортепиано - Митчелл Фрум — клавишные - Дэвид Роудс — e-bow guitar - Джадд Ландер — губная гармоника - Крис Дэвис — саксофон - Крис Уайт — саксофон - Дейв Бишоп — саксофон - Джон Тейлор — корнет - Тони Годдард — корнет - Иэн Питерс — эуфониум - Иэн Харпер — альт - Джаб Банни — tongue styley - Эдди Клиен — дополнительное программирование компьютера |

## Награды и номинации

### Премия «Грэмми»
| Год  | Номинируемая работа | Категория                                      | Результат |
| ---- | ------------------- | ---------------------------------------------- | --------- |
| 1990 | Flowers in the Dirt | Лучший звуковой дизайн альбома, неклассический | Номинация |

### BRIT Awards
| Год  | Номинируемая работа | Категория                | Результат |
| ---- | ------------------- | ------------------------ | --------- |
| 1990 | «My Brave Face»     | Лучшее музыкальное видео | Номинация |

## Позиции в хит-парадах и сертификации
| Год       | Чарт                                   | Высшая позиция | Пребывание |
| --------- | -------------------------------------- | -------------- | ---------- |
| 1989—1990 | Австралия (ARIA)                       | 18             | 7 недель   |
| 1989—1990 | Австрия (Ö3 Austria)                   | 18             | 8 недель   |
| 1989—1990 | Великобритания (UK Albums Chart)       | 1              | 20 недель  |
| 1989—1990 | Испания (PROMUSICAE)                   | 4              | нет данных |
| 1989—1990 | Италия (Musica e dischi)               | 3              | 23 недели  |
| 1989—1990 | Канада (RPM Albums Chart)              | 16             | 22 недели  |
| 1989—1990 | Нидерланды (Nationale Totale Top 100)  | 15             | 24 недели  |
| 1989—1990 | Норвегия (VG-lista)                    | 1              | 21 неделя  |
| 1989—1990 | США (Billboard Top Pop Albums)         | 21             | 49 недель  |
| 1989—1990 | Финляндия (Suomen virallinen lista)    | 26             | 6 недель   |
| 1989—1990 | Франция (SNEP)                         | 8              | 24 недели  |
| 1989—1990 | ФРГ (Offizielle Top 100)               | 9              | 35 недель  |
| 1989—1990 | Швейцария (Schweizer Hitparade)        | 13             | 10 недель  |
| 1989—1990 | Швеция (Sverigetopplistan)             | 2              | 10 недель  |
| 1989—1990 | Япония (Oricon)                        | 9              | 8 недель   |
|           |                                        |                |            |
| 2017      | Австрия (Ö3 Austria)                   | 26             | 1 неделя   |
| 2017      | Германия (Offizielle Top 100)          | 30             | 1 неделя   |
| 2017      | Нидерланды (Album Top 100)             | 29             | 1 неделя   |
| 2017      | США (Billboard 200)                    | 33             | 1 неделя   |
| 2017      | США (Billboard Top Pop Catalog Albums) | 1              | 1 неделя   |
| 2017      | Франция (SNEP)                         | 43             | 1 неделя   |

| Хит-парад (1989)                   | Позиция |
| ---------------------------------- | ------- |
| Австрия (Jahrescharts Österreich)  | 69      |
| Великобритания (UK Year-End Chart) | 71      |
| Европа (Music & Media)             | 20      |
| Испания (PROMUSICAE)               | 6       |
| Италия (FIMI)                      | 19      |
| Канада (RPM Year-End)              | 84      |
| Нидерланды (Jaaroverzichten)       | 74      |
| Франция (SNEP)                     | 49      |
| ФРГ (Top 100 Album-Jahrescharts)   | 39      |

### Сертификации и количество продаж
| Регион | Сертификация  | Продажи    |
| --- | ------------- | ---------- |
| Великобритания (BPI) | Платиновый    | 300 000^   |
| Германия (BVMI) | Золотой       | 250 000^   |
| Испания (PROMUSICAE) | 2× Платиновый | 260 000    |
| Италия | —             | 160 000    |
| Канада (Music Canada) | Золотой       | 50 000^    |
| США (RIAA) | Золотой       | 600 000    |
| Франция (SNEP) | Золотой       | 100 000*   |
| Швеция (GLF) | Золотой       | 50 000^    |
| Швейцария (IFPI Switzerland)                                                                                             | Золотой       | 25 000^    |
| Япония (RIAJ) | Золотой       | 86 000[B]^ |
| Итого |               |            |
| Европа | —             | 1 000 000  |
| * Данные о продажах приведены только на основе сертификации. ^ Данные о тиражах приведены только на основе сертификации. |               |            |

Примечания к разделу «Позиции в хит-парадах и сертификации»
- B^ Совмещённые данные о продажах как стандартной версии альбома, так и его расширенных переизданий.